# 2020年唐山地震
2020年唐山地震指2020年7月12日上午6时38分25秒发生于中华人民共和国河北省唐山市古冶区的一场地震。震中位于北纬39.78°东经118.44°附近，震源深度10千米，震级为Ms 5.1，最大烈度为6(VI)度，河北、北京、天津等地有震感。随后分别于7时2分25秒和7时26分50秒发生了两次余震，震中均位于唐山市古冶区。搜救排查结束，无人员伤亡报告。因震区建筑抗震设防等级高于此次地震，建筑物受损程度普遍较低。

## 构造背景
此次地震震中位于唐山老震区，是一次能量释放活动，发生于唐山断裂带、宁河-昌黎断裂带和蓟运河断裂带的交汇部位。1900年至今，震中100公里范围内共发生29次5.0级以上地震（含余震）。其中，有23次5.0-5.9级地震，4次6.0-6.9级地震，2次7.0-7.8级地震。震级最大的为1976年7月28日河北省唐山市丰南区7.8级地震（距离约57公里），时空最近的为1995年10月6日河北省唐山市滦县5.0级地震（距离约6公里）。中国地震台网中心预报部副主任蒋海昆指出，结合震源机制和已有断层性质，这次地震可能是一个北西向的小的分支断层活动，而1976年唐山大地震是北东方向破裂。中国地震台认为，此次地震属于唐山大地震的余震。

## 震害情况
地震波到达前，多地开通相关服务的电视、手机等设备弹出地震预警警报，网友反映倒计时时间准确。由于唐山地震频发，当地民众有丰富的防震经验，许多震区居民对此次地震习以为常，也有居民在梦中惊醒跑出户外避险，中国国内舆论反应较大。
地震发生后，铁路部门即刻启动应急预案，扣停途径该地区的旅客列车，并对铁路设施进行检修。唐山当地消防队、地震队立刻集结赶赴震中救援，河北省消防救援总队按照实际地震等级上调2级（7.1级）要求，迅速启动重特大地震灾害一级响应预案。铁路排查完成后，扣停旅客列车后已逐步恢复运行。河北省地震局立即启动响应进行应急处理，中国地震局也随即开展应急处置工作。河北省人民政府亦启动III级应急响应，后下调为IV级；应急管理部启动地震灾害Ⅳ级应急响应。唐山市多路消防队抵震中古冶区，并深入农村社区展开排查工作。
中国移动表示，截至7时12分，中国移动河北公司唐山分公司除在古冶区域有一基站退服外，其他通信一切正常。震中震感较强，有居民屋内墙面被震碎，商店货架商品散落。地震造成少数老旧房屋开裂，当地社会秩序井然，民众情绪稳定。至搜救排查工作结束未有人员伤亡报告。震区建筑抗震设防烈度为八度，高于此次六度。中国地震台研判认为此次地震造成建筑物明显破坏的可能性不大。

## 地震观测
| 时间     | 震级 | 位置                                | 震源深度 |
| -------- | ---- | ----------------------------------- | -------- |
| 06:38:25 | 5.1  | 39°47′N 118°26′E / 39.78°N 118.44°E | 10       |
| 07:02:25 | 2.2  | 39°46′N 118°26′E / 39.76°N 118.44°E | 15       |
| 07:26:50 | 2.0  | 39°47′N 118°28′E / 39.78°N 118.46°E | 12       |

截至7月12日9时20分，共发生余震29个，2.0-2.9地震2个，1.0级以下27个。
| 位置       | 坐标                                        | 距离  | 烈度 | 观测站响应数 |
| ---------- | ------------------------------------------- | ----- | ---- | ------------ |
| 河北唐家庄 | 39°44′24″N 118°27′00″E / 39.740°N 118.450°E | 11Km  | VI   | 2            |
| 河北唐山市 | 39°37′12″N 118°11′24″E / 39.620°N 118.190°E | 31Km  | V    | 3            |
| 天津塘沽   | 39°00′00″N 117°40′12″E / 39.000°N 117.670°E | 112Km | III  | 3            |
| 天津港东   | 38°52′48″N 117°36′36″E / 38.880°N 117.610°E | 125Km | III  | 1            |
| 天津市     | 39°07′48″N 117°12′00″E / 39.130°N 117.200°E | 131Km | IV   | 5            |
| 河北承德   | 40°57′36″N 118°26′24″E / 40.960°N 118.44°E  | 137Km | IV   | 2            |
| 北京通州   | 39°54′00″N 118°26′24″E / 39.900°N 118.44°E  | 156Km | III  | 1            |
| 北京顺义   | 40°07′48″N 116°38′24″E / 40.130°N 116.640°E | 160Km | II   | 1            |
| 北京市     | 39°55′48″N 116°24′00″E / 39.930°N 116.400°E | 177Km | III  | 13           |
| 辽宁朝阳市 | 41°33′00″N 120°25′12″E / 41.550°N 120.420°E | 255Km | II   | 1            |

## 谣言
12日当天一则“唐山被震出裂缝”的视频在网络传播，唐山市城管局技术人员第一时间赶赴建设路进行勘察，经核实，现场道路平整、无裂缝，通行正常，视频中显示的阴影为之前道路日常灌缝养护留下的痕迹，不影响道路质量安全。